# Affringues
Affringues település Franciaországban, Pas-de-Calais megyében. Lakosainak száma 255 fő (2022. január 1.). Affringues Bayenghem-lès-Seninghem, Wismes, Lumbres, Nielles-lès-Bléquin, Seninghem és Elnes községekkel határos.

## Népesség
A település népességének változása:
| Lakosok száma | 205  | 213  | 226  | 239  | 242  | 250  | 256  | 255  | 255  |
|               | 2013 | 2015 | 2016 | 2017 | 2018 | 2019 | 2020 | 2021 | 2022 |